# Jøder
Jøder er en etnisk gruppe, der har sin oprindelse i de israelitiske/hebræiske folkeslag der beboede Palæstina i det første årtusinde før vor tidsregnings begyndelse. Ordet kan også betegne dem der har jødedommen som religion, uanset deres etniske oprindelse.
Jøder har oprindelig talt de semitiske sprog hebræisk og aramæisk. Med tiden opstod der en række jødiske blandingssprog, hvor de bosatte sig, f.eks. jiddisch i Østeuropa og ladino i Spanien.
I antikken blev jøderne fordrevet fra Palæstina-området af Romerrigets besættelsesmagt og udvandrede til Europa og Mellemøsten. Det kaldtes for jødernes diáspora. I cirka 1800 år fandtes der ikke nogen varig jødisk stat. Jøderne slog sig ned i Europa og andre verdensdele og blev borgere i disse lande, mere eller mindre integreret med lokalbefolkningen. Jødernes fuldstændige integration blev kaldt assimilation. Hvis jøderne var meget religiøse, adskilte de sig ved deres levevis, kultur og skikke, mens de assimilerede jøder levede kulturelt på samme måde som ikke-jøder.
Under diasporaen har jøderne haft en lang, religiøst baseret tradition for at uddanne deres drengebørn i at læse, skrive og studere. Samtidig havde jøder i forskellige lande ikke lov til at eje jord, eller de blev diskrimineret på anden vis, således at de kun kunne ernære sig ved handel og pengevæsen, som til var religiøst begrænset for kristne europæere.
Jøder som etnisk gruppe i Europa var siden middelalderen adskilt mellem de såkaldte ashkenaziske jøder (med udbredelse især i Tyskland og Østeuropa) og sefardiske jøder (med udbredelse især i Spanien og Portugal). Jøder i Mellemøsten blev generelt kaldt for mizrahiske jøder, herunder yemenitter. Derudover var der også et jødisk mindretal i Indien samt Etiopien.
Under diasporaen havde jøderne som et ikke-kristent, etnisk mindretal med egen kultur i tidernes løb mødt megen diskrimination, fordomme og forfølgelse, såkaldt antisemitisme (med et senere begreb). Da de ikke havde egen stat, måtte de til tider udvandre eller flygte i sikkerhed. Alene fra Rusland flygtede der i årene mellem 1881 og 1924 to millioner jøder til USA for at undgå de blodige etniske udrensninger, kendt som pogromer.. Den europæiske antisemitisme kulminerede med Nazityskland. Nazisterne og deres allierede begik under Anden Verdenskrig systematisk folkemord på jøderne, kaldt Holocaust eller Shoah. Det anslås at mindst 6-7 millioner jøder i Europa blev myrdet af nazisterne.
I 1800-tallet opstod der hos nogle jøder en bevægelse kaldt zionismen, der gik stærkt ind for at jøderne skulle vende tilbage til Palæstina fra diasporaen og genoprette en jødiske stat dér. Først efter Anden Verdenskrig og Holocaust-rædslerne fik Storbritannien og FN i 1948 skabt den nye jødiske stat Israel i Palæstina-området, dog på bekostning af den arabiske befolkning i Palæstina. Der har været en væbnet konflikt mellem den israelske stat og de arabiske palæstinensere lige siden 1948.
På verdensplan findes der i dag ca. 14 millioner mennesker af jødisk herkomst. Et mindretal er tilhængere af religionen jødedommen.

## Etymologi
Ordet jøde på europæiske sprog stammer fra det latinske Iudaeus, som stammer fra det græske Ioudaios i det græsksprogede Nye Testamente, hvor det betegnede både "jødisk befolkning" og alle beboerne af Judea området.
I forskellige sprog kaldes jøder for hebræere: således på italiensk Ebreo/Ebrei, persisk "Ebri/Ebrani" (persisk: عبری/عبرانی) eller russisk "Jevrei" (russisk: Еврей).

## Hvem er jøde – og hvem er ikke?
Betegnelsen jøder omfatter både religiøse jøder og dem der identificerer sig som jøder i kulturel eller etnisk betydning. Da den mosaiske tro er blevet koblet sammen med den etniske gruppe, opstår der en del forvirring angående betegnelsen jøde.
Halakha, en religiøst funderet lov, definerer en jøde som en der er barn af en jødisk mor, og alle andre som ikke-jøder. Dvs. at et barn af en jødisk far ikke anses for jøde med mindre barnets mor også er jøde. For nylig har en gruppe liberale jøder brudt med denne tradition og mener nu at enhver der har en jødisk far eller mor eller konverterer til religionen uanset graden af ortodoksi må kalde sig jøde.
Fra et verdsligt perspektiv er jødedom en kulturel identitet som den enkelte bekræfter eller eventuelt kan fravælge. En person der er født og opvokset som jøde kan dermed frasige sig sin jødiske identitet dersom han eller hun ønsker det. Kendte historiske eksempler er Benjamin Disraeli, Heinrich Heine, Gustav Mahler og Georg Brandes.

## Historie
Jødernes historie kendetegnes ved omfattende folkevandringer. Oprindelig var de betinget af skiftende besættelse af store kongedømmer, imperier og andre fremmede magter af Canaan og Palæstina området, inklusive Judea området. I antikken har området blandt andet været besat af Assyrien, det gamle Egypten og Romerriget.
Romerrigets besættelse fra år 44 fvt. og følgende udslettelse af det judæiske kongedømme efter jødiske opstande og krig efter året 66 v.t. medførte en tvungen diaspora for jøderne. Tvunget på flugt af Romerriget, spredtes jøder over Mellemøsten og Europa fra omkring 1.-2. århundrede v.t. Palæstina-området har siden været beboet af fortrinsvis arabere, et tilbageblevent jødisk mindretal, foruden nogle kristne og andre lokale folkeslag.
I middelalderens Europa blev den jødiske diaspora behandlet på forskellig vis. I nogle kongedømmer og bystater fik jøder lov til at handle og bo i al fordragelighed, mens andre europæiske kongedømmer mødte jøderne med mistro og diskrimination med tvungen ghetto-beboelse, antisemitiske love og forfølgelse. Der opstod også pogromer og etnisk udrensning af jøder i de fjendtligt indstillede områder. Et eksempel er det senmiddelalderlige katolske Spanien, hvor de katolske konger og biskopper forfulgte jøderne, også med tvungen landforvisning, i modsætning til det tidligere islamisk styrede Spanien, Al-Andalus, hvor spanske jøder, spanske muslimer og kristne boede sammen side om side i det såkaldte Convivencia, sameksistens.
I middelalderen blev jøder direkte forfulgt og diskrimineret af den katolske kirke, der ikke anerkendte andre religioner end romersk-katolsk og som forfulgte jøderne som folket der ifølge Det Ny Testamente slog Jesus ihjel. Siden reformationen blev jøder også forfulgt af den reformerede kirke, idet Luther var ivrigt antisemitisk indstillet, som han gav udtryk for i sine skrifter rettet imod jøder.

.
Forholdet mellem de kristne og jøderne i middelalderens Europa blev også påvirket af at katolske kristne ikke måtte stifte gæld, låne med rente eller spekulere i penge. Kristent pengevæsen, bankvæsen og handel blev derfor uformelt overdraget til det jødiske mindretal, på trods af samtidig diskrimination. I kristne lande begyndte man hermed at forbinde jøderne med pengevæsen, hvilket gav anledning til flere antisemitiske fordomme og teorier.
Siden middelalderen helt frem til 2. verdenskrig blev jøder i Europa altså på forskellig vis diskrimineret og forfulgt, såsom ved Dreyfus-affæren i Frankrig, pogromer og mangel på borgerrettigheder som i Rusland under tzar tiden, og katolsk diskrimination som i Polen.

## Succes i USA
Efter Amerikas opdagelse og kolonisation kom jøder også dertil. Fra midten af 1800-tallet foregik der megen jødisk udvandring fra især det fattige og diskriminerende Østeuropa til såvel Nordamerika som Sydamerika, og Australien - og af zionisterne til Palæstina-området. Udvandringen af jøder fra Europa til USA, Storbritannien og Canada tog fart i det 19-20.århundrede, da nazisterne i Tyskland fik magt og antisemitismen blussede op i Østeuropa.
Især i USA trivedes jøderne uden offentlig diskrimination og kunne nemt skabe deres egne virksomheder og blive til store navne inden for mange industrier og videnskaber. Således var mange amerikanske Nobelpristagere jøder, som for eksempel Einstein, Feynman, Pauli eller Max Born. Store amerikanske virksomheder oprettet af jødiske indvandrere oplevede fremgang og findes den dag i dag, såsom Levi's cowboybukser, store filmstudier som Warner Bros og MGM, eller kosmetikgiganter som Max Factor, Estée Lauder, Helena Rubinstein og Revlon. Ofte ville jøderne skifte deres navne til mere engelsk-klingende for bedre assimilation og for at undgå diskrimination på grund af deres jødiske eller østeuropæiske rødder: således blev Faktorowicz til Factor, Wonskolaser til Warner, Ghoikman blev til Hoffman, Zimmerman blev til Dylan eller Tomchin blev til Horowitz, som så blev til Ryder.

## Shoah
I Tyskland fra år 1933 blev jøder offentligt forfulgt af den nazistiske stat, idet antisemitismen var grundstenen i Hitlers ideologi. Jøder blev af Hitler erklæret for nazistatens fjender og syndebukke, som han gav skyld for alt der var gået galt i Tyskland, især den tabte 1. verdenskrig og den fejlslagne tyske økonomi efter 1. verdenskrig. Hitler og nazisterne opfordrede Tysklands befolkning til aktiv diskrimination af jøderne og direkte angreb mod jøder. Dette mundede ud først i Krystalnatten, dernæst i optrapning af vold og stadig flere antijødiske love.
Mennesker der af nazisterne opfattedes som jøder blev af staten frataget deres formuer, derefter boliger og blev stuvet sammen i ghettoer og til sidst i arbejdslejre, hvor nazisterne også indsatte andre etniske mindretal og nazisternes politiske modstandere (som socialdemokrater, kommunister og andre). Jøderne blev frataget retten til at arbejde, retten til at gå i skole og indgå ægteskab med ikke-jøder. I arbejdslejrene og ghettoerne sultede ofrene ihjel eller døde af udmattelse og sygdomme. Desuden tvang nazisterne jøderne til at bære Davidsstjerne på deres tøj, så de nemt kunne bemærkes på gaden. Nazisterne indførte også racistiske love, kendt som Nürnberglovene, hvor jøder opfattedes som en race, groft inddelt efter afstamning i hvor mange procenter af "jødisk blod" deres kroppe indeholdt: der blev således skelnet mellem "hel–" , "halv–" og "kvartjøder" (etc.) efter hvor mange jødiske forældre eller bedsteforældre vedkommende havde haft.
Efter udbruddet af 2. verdenskrig begyndte den nazistiske hær Wehrmacht og SS direkte at myrde jøder i de lande Tyskland besatte. Tyskland indførte også antijødiske love i flere af de besatte lande, hvor de jøder der ikke blev dræbt straks, blev indsat i ghettoer og arbejdslejre, hvor de levede på sultedødens grænse. Hensigten var at sult og sygdomme skulle udslette jøderne, men det gik ikke stærkt nok, og i 1942 fandt man derfor på Endlösung, en systematisk, statskoordineret udryddelse af jøderne.. Der blev oprettet koncentrationslejre (kz-lejre) i alle besatte lande fra Frankrig til Kaukasus, især i Polen og Østeuropa, hvor jødernes antal var størst. Ghettoer i de besatte lande blev likvideret, og alle jødiske beboere blev sendt systematisk til til kz-lejre med henblik på udryddelse, eller blev skudt og begravet i massegrave i nærheden af ghettoerne. Efter gasning eller anden henrettelse i lejrene blev ofrenes lig afbrændt i krematorie-ovne, da man hverken havde tid eller plads til at begrave ofrene. Også andre etniske og politiske grupper blev sendt til døden i kz-lejre, heriblandt især Romaer, homoseksuelle og modstandsfolk.
Også nazistiske allierede som Italien, fransk Vichy-regering, Ungarn og Rumænien sendte deres jødiske befolkning i tog til kz-lejrene. Det systematiske folkemord af jøderne kaldes med senere betegnelser for Holocaust eller Shoah. Der anslås at mindst 6 millioner jøder mistede livet i Holocaust, og i alt mindst 10 millioner mennesker mistede livet i nazisternes kz-lejre alene; hertil kom henrettelser uden for lejrene og andre nazistiske krigsforbrydelser.
Nazisterne foretog også uvidenskabelige, grusomme forsøg og tortur på ofrene i lejrene. De ofre der ikke blev gasset, torteret eller henrettet, døde for en stor dels vedkommende af sult, udmattelse og af de sygdomme der hærgede i lejrene.
I slutningen af 2. verdenskrig blev kz-lejrene og deres overlevende ofre befriet af de allierede, herunder især Den Røde Hær, da de fleste lejre lå østpå. Under tilbagetrækningen havde nazister ødelagt arkiverne i lejrene og tvang mange af ofrene til de sidste dødsmarcher, hvor de udsultede fanger blev drevet ud af lejrene og tvunget til at gå indtil de segnede om og døde; utallige ofres identitet og dødssted er forsvundet på denne måde. I de største dødslejre nåede de allierede at redde et antal ofre. Mødet med de udsultede fanger og de nøgne kroppe af de døde, stablet i stakke, samt halvafbrændte lig i ligovnene var meget chokerende for de allierede og lagde blandt andet grunden til oprettelse af internationalt anerkendte menneskerettigheder og Flygtningekonventionen for at undgå lignende tilstande i fremtiden.

## Israel
Efter 2. verdenskrig blev den nye jødiske stat Israel oprettet i 1948 af FN og Storbritannien, der havde besat og kontrolleret Palæstina-området efter det Osmanniske Riges fald i forbindelse med 1. Verdenskrig. Der opstod straks blodig konflikt mellem det nye, bevæbnede israelske statsværn og den arabiske befolkning, der havde beboet Palæstina i hundredvis af år, men som nu blev tvangsforflyttet af Storbritannien. Dertil kom angreb på den nye stat fra Egypten og Jordan, der forsøgte at overtage området, idet de var uenige i statsoprettelsen og grænseforandringerne. Den israelske stat blev atter angrebet af Egypten og arabiske allierede i 1960'erne i Seksdageskrigen, der resulterede i at Israel besatte yderligere arabisk beboede landområder. Den væbnede konflikt mellem Israel, arabisk Palæstina og de arabiske nabolande har med mellemrum stået på siden 1948, bl.a. på grund af at Storbritannien, USA og FN ikke havde tilgodeset palæstinensernes behov for et hjemland.

## Jøder i dag
Af de cirka 14 millioner jøder i dag, bor cirka 6 millioner jøder i USA, 6 millioner i Israel og resten fordelt på andre lande som Canada eller Frankrig og Rusland.
Berman Jewish Databank anslår, at der i Danmark bor ca. 6.400 jøder.